# Василенко, Светлана Владимировна
Василе́нко Светла́на Влади́мировна (род. 24 января 1956, Капустин Яр, Астраханская область) — русская писательница, сценарист, поэтесса.
Член Русского ПЕН-клуба, Союза кинематографистов России (гильдия кинодраматургов), Союза журналистов России и Союза российских писателей.
С 1996 года первый секретарь Правления Союза российских писателей.
Произведения переведены на немецкий, английский, итальянский, французский, исландский, голландский, финский, белорусский, казахский, узбекский, японский, китайский, корейский, хинди и другие языки.
По повести и киносценарию «Шамара» был поставлен одноимённый фильм на киевской студии имени А. Довженко (получивший в 1994 году престижный международный Приз Ива Монтана).

## Биография
Светлана Василенко родилась в закрытом военном посёлке Капустин Яр, который расположен рядом с одноимённым ракетным полигоном.
Отец Морев Владимир Георгиевич — офицер, служил на ракетном полигоне «Капустин Яр». В детстве пережил блокаду Ленинграда. После окончания Ленинградского военного училища и Рижской военной академии направлен в строящийся тогда военный город Капустин Яр.
Я Карибский кризис помню очень хорошо, отец не ночевал дома, всё время был на площадке. Оказывается — об этом я узнала недавно — он мог быть тем человеком, который нажал бы кнопку, и мир полетел бы в тартарары. Я спросила его: «А что вы тогда делали, о чём думали, сидя перед этими кнопками, перед концом света?» Он подумал немного и сказал: «Мы играли в преферанс». Я ожидала чего-то невероятного, какого-то откровения ожидала я от человека, который мог уничтожить мир. Оказалось же так буднично. Потом я поняла, что да, именно так и должно было быть: перед тем, как пустить пулю миру в лоб — играют — как у Куприна или Чехова — в преферанс.
— Светлана Василенко, об отце

После Карибского кризиса Морев Владимир Георгиевич подал рапорт об отставке и уехал, оставив семью.
Мать Василенко Мария Савельевна закончила строительный техникум и по распределению была направлена в Капустин Яр. Все её предки были ветеринарами, а Мария Савельевна стала строителем, о чём жалела всю жизнь.
После ухода из семьи Владимира Георгиевича, Светлана и Мария Савельевна продолжили жить в Капустином Яре в маленьком домике с небольшим садом.
В 1962 году, во время Карибского кризиса, когда Светлане Василенко было 6 лет, всех детей военного посёлка эвакуировали в степь, так как ожидалось, что США нанесут ядерный авиаудар по ракетному полигону. Светлана Василенко пережила тогда «конец света», который станет сквозной темой многих её произведений, в том числе одного из самых значительных в её творчестве, повести «Дурочка».

Женщины … спасали нас, детей, уведя далеко в степь, подальше от городка, по которому и был бы нанесен первый ракетный удар.
Только одна воспитательница с восторгом кликушествовала, говорила нам, детям: «Вам выпало огромное счастье, дети, вы ядерные заложники. Мы погибнем от первого ракетного удара, но мы будем первые и единственные жертвы с нашей стороны. Дальше наши ракеты уничтожат в считанные минуты Америку и мы, хоть уже и мертвые, станем героями». В темноте, так как нельзя было разжечь костер и дать наводку врагу, мы шуршали фантиками из-под шоколадных конфет и ели, давясь, шоколад и мандарины, приготовленные для новогодних подарков, которые нам раздали в целлофановых мешочках, ― вместо сухого пайка. Всю ночь мы просидели в степи в ожидании смерти. Я запомнила вкус ожидания смерти ― сладкий, приторный, шоколадный, его запах ― едких мандариновых корок и полыни, на слух оно было детским шептанием, шуршанием, шевелением, на вид ― звездным небом, полным круглых ярких звездочек, увеличенных слезами, через которые мы на него смотрели… Было так страшно.— Светлана Василенко, воспоминания о детстве

Светлана Владимировна начала писать ещё в школе.
Первый рассказ я написала лет в десять о том, как мы ездили в Сочи с мамой. Там было два мальчика. С одним мы плавали на лодке в море ловить бычков. Разыгралась буря, и мы чуть не утонули.— Светлана Василенко, воспоминания о детстве.

Когда Светлане Василенко было 17 лет, её стихотворение опубликовали в «Комсомольской правде» (страница «Алый парус»).
После окончания школы Светлана Василенко решила поступать в МГУ на факультет психологии. Приёмной комиссии она объяснила, что хочет стать Достоевским нового времени: он писал о психологии человека, основываясь на своих ощущениях, а она изучит все и опишет, полагаясь на науку. Она не поступила, в приёмной комиссии ей посоветовали отправиться в Литературный институт.
Светлана Василенко устроилась в городе Волжский Волгоградской области работать на завод синтетического волокна рабочей-перемотчицей. Светлана жила в общежитии. Из опыта этой жизни родилась через несколько лет повесть «Шамара».
Через год Светлана приехала в Москву, где работала почтальоном.
В 1977 г. Светлана Василенко вышла замуж за Брегмана Марка Абрамовича, который работал инженером на Экспериментальном заводе вычислительной техники. В то же году у Светланы и Марка родился сын, Брегман Георгий Маркович.
В 1978 г. Светлана Василенко поступила в Литературный институт имени А. М. Горького, отделение «Проза».

И началось самое счастливое время в моей жизни.— Светлана Василенко, о себе

В 1982 г. в журнале Литературная учёба опубликован рассказ Светланы Василенко «За сайгаками». Критики отметили его, как лучшее прозаическое произведение года.
Учась в Литературном институте Светлана Василенко принимала активное участие в литературной жизни столицы. В 1980-х годах несколько писателей: Светлана Василенко, Павел Басинский, Олег Павлов, Алексей Варламов, Владислав Отрошенко и Михаил Тарковский — организовали общество новых реалистов, которое ставило своей задачей развитие русской реалистической традиции в литературе.

Критики говорили мне: Вы пишете, а вас уже нет…— Светлана Василенко о реализме, в интервью журналу «Форма слов»

Имея в виду популярность постмодернизма, который, начиная с 1980-х годов, практически вытеснил реализм, как явление.
В 1983 году Светлана Василенко, будучи уже самобытной по стилю писательницей, закончила Литературный институт им. Горького. Но рассказы её почти не публиковались. Лишь в 1988 году журнал «Юность» опубликовал рассказ «Звонкое имя». После этого её рассказы стали появляться в сборниках: «Китайгородская стена», «Чистенькая жизнь», «Правила игры», «Женская логика», в литературных журналах: «Новый мир», «Октябрь», «Юность», «Советская литература» и многих других.
В 1988 году Светлана Василенко вместе с Ларисой Ванеевой создали группу женщин-писательниц «Новые амазонки». Позднее в неё вошли такие писательницы и поэтессы, как Ирина Полянская, Нина Садур, Татьяна Набатникова, Елена Тарасова и другие.
В 1990 году в издательстве «Московский рабочий» был издан первый совместный сборник женской прозы «Непомнящая зла».

А на следующий день после выхода первого сборника в Литературной газете появилась разгромная статья Павла Басинского, который писал, что нет ни женской, ни мужской прозы, а есть плохая и хорошая. Ему довольно резко ответила переводчица и критик из США Елена Гессен. Началась полемика, благодаря которой мы узнали, что в мире женская литература давно и успешно существует.— Светлана Василенко о женской литературе, в интервью журналу «Форма слов»

Сообщество «Новые амазонки» выпустило несколько сборников: «Новые Амазонки», «Брызги шампанского», «Тридцать фантазий о любви», «Русский женский Декамерон», «Дочки-матери» и другие.
1989 году Светлана Владимировна закончила Высшие сценарные и режиссерские курсы при Госкино СССР (сценарное отделение, мастерская Натальи Рязанцевой).
1991 года вышла первая книга Светланы Василенко «Звонкое имя: Видеопоэма и рассказы», М. Молодая гвардия ISBN 5-235-01300-X
В 1996 году Светлана Владимировна Василенко избрана первым секретарём Правления Союза российских писателей. От лица Союза российских писателей Светлана Владимировна Василенко занимается организацией литературных фестивалей и семинаров для одаренной молодежи, а также принимает участие в качестве жюри и мастера на различных литературных мероприятиях.
Ежегодно по итогам семинаров и других мероприятий Союз российских писателей выпускает два Альманаха: «Паровоз» и «Лед и пламень», куда входят произведения участников Союза российских писателей и новых, молодых авторов. Наиболее одарённым авторам Союз российских писателей помогает получить гранты от Министерства культуры России на публикацию книги.
Произведения Светланы Василенко публиковались в семи коллективных литературных сборниках и шестнадцати журналах (среди них — «Юность», «Знамя», «Новый мир», «Работница» и др.), изданы семью отдельными изданиями. По сценарию Светланы Василенко поставлено семь художественных и документальных фильмов.

## Семья
Отец — Морев Владимир Георгиевич (26.10.1928 г. — 29.07.1993 г.), офицер, служил на ракетном полигоне «Капустин Яр».
Мать — Василенко Мария Савельевна (22.02.1926 г. — 05.02.2014 г.), работала на строительном предприятии в г. Капустин Яр.
Первый муж — Брегман Марк Абрамович, работал инженером на Экспериментальном заводе вычислительной техники. В 2004 году умер от инфаркта.
Второй муж — Маркин Павел Владимирович (род. в 1968), поэт и художник. Закончил Литературный институт им. А. М. Горького (семинар поэзии Инны Ростовцевой), член Союза российских писателей.
Сын — Брегман Георгий Маркович (род. 1977 году), закончил МГУ, и вместе со своим соавтором и женой Марией Брегман — Высшие литературные курсы (ВЛК) при Литературном институте им. А. М. Горького (семинар прозы Михаила Попова), член СРП, является руководителем Литературной палаты России и создателем сайтов: «Год кино» и «Год литературы 2015».

## Фильмография
- «Некрасивая», худ. фильм по мотивам рассказа Юрия Казакова «Некрасивая», худ. фильм, реж. Александр Широков («Мосфильм», 1994 г.) — сценаристка,
- «Шамара», худ. фильм, реж. Наталья Андрейченко (Киевская студия имени А. Довженко, 1994 г.) — сценаристка,
- «Горячев и другие», худ. фильм . реж. Юрий Беленький (в соавт., «Мосфильм», 1995) — сценаристка,
- «Простые истины», телесериал, реж. Юрий Беленький (в соавт., студия им. Горького, 2000 г.), сценаристка
- «Место», док. фильм. реж. Аркадий Коган (студия «Человек и время», 2001 г.) — сценаристка
- «Ботинки из Америки», худ. фильм, реж. Аркадий Яхнис (студия «Глория», Берлин, 2001.) — сценаристка,
- «Котлован» («Случайный взгляд»), худ. фильм, по мотивам произведений А. Платонова, реж. Владимир Мирзоев («Мосфильм», 2005) — сценаристка.

## Награды и премии
- Лауреат премии журнала «Новый мир» за роман «Дурочка» (1988)
- Лауреат Горьковской литературной премии
- Лауреат международной премии «Лучшая европейская книга года» (Прага, 1991)
- Лауреат высшей премии Сергея Эйзенштейна (1994)
- Лауреат премии Владимира Набокова
- Лауреат премии Фазиля Искандера (2021)